# Březina, Jindřichův Hradec
Březina là một làng thuộc huyện Jindřichův Hradec, vùng Jihočeský, Cộng hòa Séc.